# Erdal Besikcioglu
Erdal Besikcioglu, född 5 januari 1970 i Ankara, är en turkisk skådespelare. 
Han har bland annat medverkat i filmerna Barda från 2007 och Honung från 2010. 